# C'è chi cucca chi no!
C'è chi cucca chi no! è il primo album in studio di Gianni Drudi, pubblicato nel 1992.
Con questo album Drudi raggiunge la popolarità in tutta Italia, grazie anche alla trasmissione Mai dire TV che mandava in onda i video musicali del cantante.

## Il disco
C'è chi cucca chi no! raggiunge immediatamente le vette delle classifiche, vendendo 300000 copie.. Il singolo più famoso di questo album è Fiky Fiky, che aumentò la fama del cantante. Tra gli altri brani si ricordano Cuccala!, Il tango di Mafalda, La pantera, L'uccello e C'è chi cucca chi no!, da cui l'album prende il nome.

## Tracce
1. Fiky Fiky – 3:07
2. Cuccala! – 3:47
3. Io te lo do – 3:09
4. Il tango di Mafalda – 3:56
5. Fammi toccare – 4:40
6. Fiky Fiky (slow) – 4:04
7. La pantera – 3:21
8. Ya Ya Ya – 3:59
9. Arrenditi – 4:49
10. L'uccello – 3:17
11. C'è chi cucca chi no! – 4:08
12. Fiky Fiky (house) – 5:40